# Жозеф Нерет
Жозеф Нерет (фр. Joseph Nérette; 9 квітня 1924 — 29 квітня 2007) — тимчасовий президент Гаїті (1991–1992).

## Життєпис
Закінчив факультет права й економіки в Державному університеті Гаїті.
У 1950–1960 роках — вчитель історії, іспанської мови й математики в місті Енш. 1961 року нетривалий час обіймав посаду комісара уряду Енша. У 1961—1971 роках — викладач математики в ліцеї Туссен-Лувертюра в Енші.
У 1971—1978 роках — заступник уповноваженого уряду в цивільному суді; у 1978—1988 — на аналогічній посаді в Касаційному суді.
З 1988 року — суддя Касаційного суду.
Після усунення від влади Жана-Бертрана Аристида в жовтні 1991 року був призначений військовою хунтою на пост тимчасового глави держави, залишався на цій посаді до червня 1992.
Після уходу з посту тимчасового президента залишив політику.